# Logan Edra
Logan Edra, nota anche con lo pseudonimo di Logistx (pronunciato Logistics) (Chula Vista, 8 maggio 2003), è una danzatrice statunitense che ha rappresentato gli Stati Uniti d'America ai Giochi della XXXIII Olimpiade nella gara femminile di break dance.

## Biografia

### Infanzia e inizi
Logan Edra è nata l'8 maggio 2003 a Chula Vista, città statunitense nella California meridionale. L'atleta è di origini filippine.
I primi approcci con il ballo li ebbe sin dalla giovane età, quando iniziò a frequentare le lezioni di danza classica, disciplina che dovette abbandonare per via degli alti costi dei corsi. All'età di sette anni il padre della Edra le suggerì di iniziare a frequentare dei corsi di hip hop ma la stessa inizialmente si rifiutò in quanto impaurita dalla nuova disciplina. Il padre, quindi, traendola in inganno, le fece credere che l'avrebbe accompagnata a una lezione d'arte, trovandosi invece in una classe di hip hop. In base a quanto dichiarato dalla NBC, la Edra si appassionò rapidamente all'hip hop, in particolare alla sua insegnante di break dance e dalla sensazione di beatitudine che questo tipo di balle le portava. Le lezioni di hip hop, quindi, vennero gradualmente abbandonate per concentrarsi maggiormente sulla break dance.
All'età di 10 anni il padre la soprannominò "Logistx", nomignolo che continua a utilizzare come nome d'arte, iniziando a concentrarsi in maniera agonistica alla sua carriera da ballerina, includendo anche delle lezioni di ginnastica artistica.

### Carriera
La Edra ha iniziato a gareggiare nelle competizioni di break dance nel 2018, anno in cui vinse l'Open B-Girl Tournament di Filadelfia. Nel 2020, a Singapore, vinse la gara di break dance del Junior 7 to Smoke.
Nel 2021 gareggiò nella finale mondiale del Red Bull BC One, vincendo il titolo e diventando la più giovane atleta donna e la prima statunitense a vincere nella gara femminile.
Nel 2023 partecipa ai Giochi panamericani di Santiago del Cile, grazie ai quali ottiene un posto ai tornei di qualificazione olimpica, tenutisi a Shanghai e Budapest. Le sue performance le garantiscono un posto alla gara femminile dei Giochi della XXXIII Olimpiade di Parigi 2024, diventando la seconda statunitense qualificata assieme alla concittadina Sunny Choi. Durante la competizione olimpica, Logan viene eliminata durante la fase a gironi, concludendo la sua competizione alla 10ª posizione complessiva.